# Daugai
Daugai (in lingua russa: Дауги) è una città situata nel comune distrettuale di Alytus, nella Lituania meridionale, a 20 km a est dall'omonimo capoluogo. Il centro abitato si sviluppa sulle sponde del lago Didžiulis.
Il principale centro religioso della cittadina è la Chiesa della Provvidenza divina (Dievo apvaizdos bažnyčia in lituano) risalente al 1862. Daugai è inoltre fornita di una scuola secondaria, una scuola d'arte, una scuola di agricoltura, l'asilo Bangelė, un ufficio postale, un centro culturale, una biblioteca e un ospedale.